# Murray Salem

Murray Salem (12 de enero de 1950 - 6 de enero de 1998) fue un actor y escritor estadounidense. Apareció en diferentes películas, entre ellas 007: La espía que me amó y la miniserie Jesús de Nazaret.

## Carrera
Comenzó a actuar en 1977 en grandes éxitos del cine, en total actuó en 11 películas hasta 1981. Escribió el guion de la película de Arnold Schwarzenegger de 1990, Kindergarten Cop.

## Fallecimiento
Salem falleció en Los Ángeles, tras una larga lucha contra el SIDA a la edad de 47 años.
- Datos: Q1953854